# جزيرة ساتوندا
جزيرة ساتوندا هي جزيرة في مقاطعة نوسا تنقارا الغربية في إندونيسيا. تقع قبالة الساحل الشمالي لجزيرة سومباوا. تقع الجزيرة في منطقة دومبو على بعد 3 كم من مضيق سنغار في بحر فلوريس، وهي جزء إداري من منطقة قرية نانغاميرو في منطقة بيكات الفرعية.
تشكلت جزيرة ساتوندا من اندلاع جبل ساتوندا منذ آلاف السنين. يقال إن بركان ساتوندا أقدم من جبل تامبورا الذي يبعد حوالي 30 كم عن الجزيرة. يوجد في جزيرة ساتوندا شعاب مرجانية طبيعية شاسعة في المياه المحيطة، وقد تم تعيينها في عام 1999 من قبل وزارة الغابات في إندونيسيا كمتنزه طبيعي بحري. من المقترح أن تكون الجزيرة جزءًا من حديقة مويو ساتوندا الوطنية جنبًا إلى جنب مع جزيرة مويو المجاورة.
تجذب الجزيرة انتباه العلماء والباحثين من داخل البلاد وخارجها، حيث ترتبط الجزيرة بالاندفاع الهائل لجبل تامبورا الذي هز العالم في 15 أبريل 1815. هز ثوران جبل تامبورا عدة أجزاء من العالم مما أدى إلى هزّه أرضية كبيرة. الغبار وتلوث الغلاف الجوي للأرض لسنوات عديدة أثر في تمزيق رقيق لطبقة الأوزون. على الرغم من اختلاف التقديرات فقد كان عدد القتلى لا يقل عن 71.000 شخص، منهم (11000-12000) قتلوا مباشرة بسبب الانفجار. أسفرت آثاره أيضًا عن تغير المناخ الذي أدى إلى ثمانية أسابيع من الأمطار دون توقف في المملكة المتحدة، وتم الاستشهاد به كسبب لحدوث وباء التيفوس 1816-1919 في جنوب شرق أوروبا وشرق البحر المتوسط الذي أودى بحياة حوالي 65.000 شخص.
توجد بحيرة في وسط الجزيرة مساحتها 335 هكتار وعلى عمق 86 متر. وجد بحث قام به اثنان من العلماء الأوروبيين يدعيان ستيفان كيمب وجوزيف كازمييرزاك خلال أعوام 1984 و1989 و1996 أن مياه بحيرة ساتوندا مالحة مع مستويات قلوية أعلى بكثير من مياه البحر العادية. وخلصوا معا إلى أن حوض ساتوندا تم تشكيله من فوهات يزيد عمرها عن عشرة آلاف عام.